# Cardigan Castle
Cardigan Castle (walisisch Castell Aberteifi) ist eine Burgruine in Wales in Großbritannien. Die als Kulturdenkmal der Kategorie Grade I klassifizierte und als Scheduled Monument geschützte Ruine liegt inmitten des Zentrums der Stadt Cardigan in Ceredigion. Als erste steinerne Burg, die von einem walisischen Fürsten errichtet wurde, sowie als Austragungsort des ersten Eisteddfod hat die Ruine eine große historische und kulturelle Bedeutung.

## Geschichte

### Von der Gründung der Burg bis zur Mitte des 12. Jahrhunderts
In Cardigan wurde bereits 1093 während der normannischen Eroberung von Wales eine erste Burg von Arnulf de Montgomery als Erd- und Holzbefestigung errichtet. Die Anlage lag vermutlich 1 km flussabwärts von der heutigen Burg. Bereits 1094 wurde sie von den Walisern angegriffen, 1096 erfolgte ein erneuter Angriff und die Zerstörung der Burg durch Cadwgan ap Bleddyn von Powys.
1110 errichtete Gilbert de Clare eine zweite anglonormannische Festung an der Mündung des Teifi, um die die spätere Stadt Cardigan entstand. Unweit der Burg fand 1136 die Schlacht von Crug Mawr statt, in der die Waliser die Anglonormannen unter Führung von Stephen, dem Constabler der Burg und anderen Führern vernichtend schlugen. Anschließend belagerten die Waliser Cardigan Castle, das jedoch über die See Nachschub erhielt und deshalb nicht erobert werden konnte. Auch ein weiterer Angriff im folgenden Jahr unter Führung von Owain Gwynedd, dem Fürsten von Gwynedd und Anarawd und Cadell ap Gruffydd, den Fürsten von Deheubarth, scheiterte. Dennoch konnten die Waliser infolge des Sieges von Crug Mawr in den nächsten Jahren weite Teile von Ceredigion zurückerobern. Ein weiterer Angriff auf die Burg erfolgte 1145 unter Hywel und Cynan ab Owain, der jedoch ebenfalls scheiterte.

### Blütezeit als Residenz von Lord Rhys
Anfang November 1165 gelang es schließlich dem Herrscher von Deheubarth, Rhys ap Gruffydd die Burg durch den Verrat eines Dieners namens Rigewarc zu erobern und den Constabler der Burg, Robert FitzStephen, den Sohn und Nachfolger des Constabler Stephen, gefangen zu nehmen. Die hölzerne Burg wurde zerstört und von Rhys ap Gruffydd, der später Lord Rhys genannt wurde, als steinerne Burg wieder aufgebaut. Nach Vollendung der Burg feierte Lord Rhys Weihnachten 1176 ein aufwändiges Fest in der Burg, zu dem der die walisischen Barden und Poeten sowie walisische Musiker zu einem Wettbewerb einlud. Dieses Fest gilt als das erste walisische Eisteddfod.

### Umkämpfte Festung im 13. Jahrhundert
Nach Lord Rhys Tod 1197 eroberte sein Sohn Maelgwn Ceredigion samt Cardigan von seinem Bruder Gruffydd ap Rhys. Nachdem Gruffydd 1199 außer Cardigan Castle Ceredigion zurückerobert hatte, verkaufte Maelgwn die Burg im Juli 1200 zu einem geringen Preis an den englischen König Johann Ohneland, um zu verhindern, dass die Burg an seinen Bruder fiel. In den Kriegen nach Unterzeichnung der Magna Carta wurde die Burg 1215 von Llywelyn ap Iorwerth erobert. Im 1216 vereinbarten Abkommen von Aberdyfi, mit dem Llywelyn die Bruderkriege von Deheubarth beendete, fiel Cardigan schließlich an die Söhne von Gruffydd ap Rhys, Rhys Ieuanc und Owain ap Gruffydd. 1223 konnte William Marshal, 2. Earl of Pembroke die Burg wieder für England erobern, doch nur wenige Jahre später eroberte Maelgwn Fychan, der Sohn von Maelgwn, die Burg mit Unterstützung seines Onkels Rhys Gryg zurück. 1240 eroberte schließlich Walter Marshal die Burg endgültig für die Engländer. 1241 fiel die Burg an die Krone. Die nach den zahlreichen Belagerungen nur notdürftig wiederhergestellte Burg wurde von 1244 bis 1254 vergrößert wieder aufgebaut. 1284 und 1295 besuchte König Eduard I. die Burg.

### Vom späten Mittelalter bis zum englischen Bürgerkrieg
Nach 1376 diente die Burg als Sitz von Joan of Kent, der Witwe des Schwarzen Prinzen, die bis zu ihrem Tod 1385 Fürstin von Wales und Herrin von Cardiganshire war. Während der Rebellion von Owain Glyndŵr wurde die Burg 1405 vergeblich belagert. Da die Burg wieder mit Schiffen über das Meer versorgt werden konnte, gelang den Walisern nicht die Eroberung der Burg. Zwischen 1428 und 1432 fanden noch größere Renovierungsarbeiten in der Burg statt.

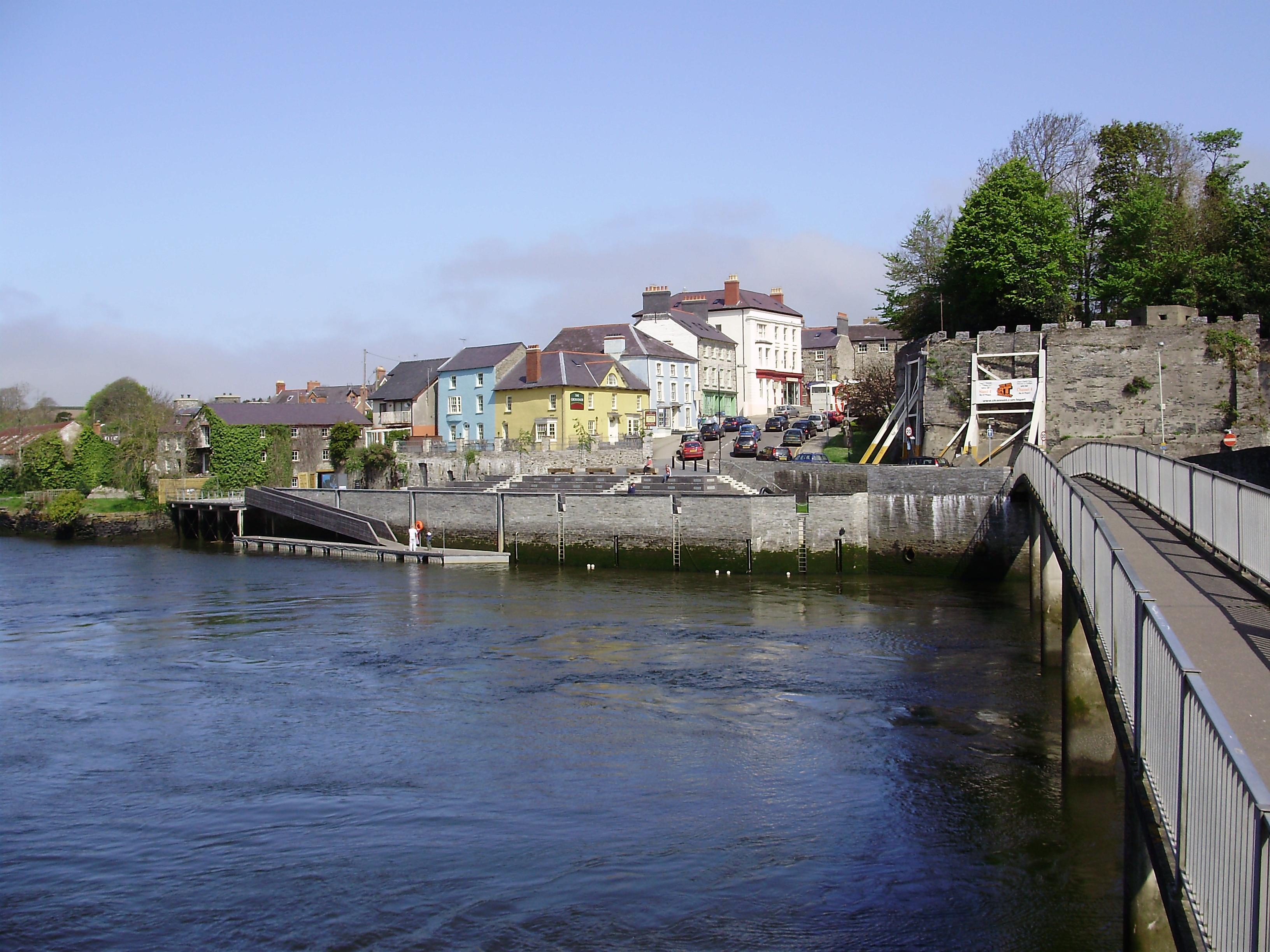
Blick über den Teifi auf Cardigan, rechts die Ruine der Burg

1501 wurde sie anlässlich der Hochzeit des Prince of Wales Arthur Tudors seiner Braut Katharina von Aragon geschenkt. Die militärisch überholte Burg verfiel langsam, bis sie im Juni 1644 während des englischen Bürgerkriegs von royalistischen Truppen besetzt wurde. Im Dezember 1644 wurde die Burg nach dreiwöchiger Belagerung mit Hilfe von an Land geholten Schiffsgeschützen von Parlamentstruppen erobert. Nachdem 1645 ein Rückeroberungsversuch der Royalisten gescheitert war, wurde die Burg von den Parlamentstruppen niedergebrannt und die Mauern geschleift, damit sie nicht mehr Stützpunkt dienen konnte.

### Nutzung der Burg vom 18. Jahrhundert bis heute

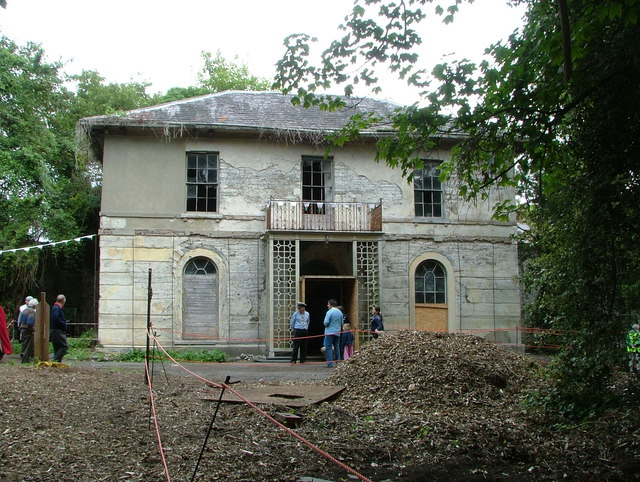
Das verfallene Castle Green House im Jahr 2004

Nach dem Ende des Bürgerkriegs ging die Ruine in Privatbesitz über. 1713 ließ der damalige Besitzer Thomas Brock 1713 Teile der Burg einebnen und legte auf dem Gelände ein Bowling Green an. Von 1805 bis 1808 ließ John Bowen durch den Architekten David Evans innerhalb der Burgmauern das Castle Green House errichten. Die Familie waren durch den im 19. Jahrhundert florierenden Hafen zu Reichtum gelangt und ließen das 1827 von David Evans Sohn Daniel erweitern und auf dem Gelände der ehemaligen Vorburg einen prächtigen Garten anlegen. Während des Zweiten Weltkriegs wurde auf der Ringmauer eine Pillbox, ein kleiner Beobachtungsbunker errichtet. Nach dem Zweiten Weltkrieg verfügten die Eigentümer nicht mehr über die Mittel zur Unterhaltung des ausgedehnten Anwesens. Das Gelände verwilderte und das Castle Green House verfielen. Ein Teil der Ringmauer brach 1984 zusammen und die mittelalterliche Ruine drohte völlig zu verfallen. 2003 kaufte schließlich das Ceredigion County Council das 8000 m² große Gelände. Die Ruine wird derzeit vom Cadwgan Building Preservation Trust mit Hilfe der Friends of Cardigan Castle und mit finanzieller Unterstützung durch Lotterieerlöse für 11 Mio. £ restauriert und ausgebaut. 2014 soll auf dem Gelände der ehemaligen Burg ein Kultur- und Bildungszentrum für walisische Sprache, Kultur und Kunsthandwerk eröffnen. Zu den Einrichtungen des Zentrums sollen Ausstellungsräume, Bildungs- und Tagungsräume, ein Restaurant, eine Open-Air-Bühne sowie ein Konzertpavillon gehören.

## Anlage
Die Burg lag strategisch günstig am Nordufer des bis Cardigan schiffbaren Teifi. Heute liegt sie direkt an der 1728 erbauten Brücke über den Fluss. Von der hölzernen anglonormannischen Festung des 12. Jahrhunderts und von der steinernen Burg des Lord Rhys sind keine Reste erhalten, die noch erhaltenen spärlichen Reste stammen vermutlich aus der Zeit des Ausbaus durch die Engländer nach 1244. Direkt zum Fluss hin sind noch Teile der südlichen Ringmauer sowie an der Ostseite die Ruinen von zwei mittelalterlichen Rundtürmen erhalten. Innerhalb der Burgmauern befindet sich das Castle Green House, ein repräsentatives zweigeschossiges Landhaus im georgianischen Stil. In den rückwärtigen Teil des Hauses wurde die Ruine des Nordturms, eines mittelalterlichen Rundturms, integriert. Von den mittelalterlichen Gebäuden der Kernburg und dem 1244 erwähnten Keep sind keine sichtbaren Reste mehr erhalten. Das Gelände der Vorburg wurde im 18. und 19. Jahrhundert als Garten gestaltet, verwilderte aber nach dem Zweiten Weltkrieg völlig.